# Decani della cattedrale di Colonia
Elenco di coloro che hanno ricoperto l'incarico di decani della cattedrale di Colonia.
| Nome                                              | da        | a       |
| ------------------------------------------------- | --------- | ------- |
| Berengero                                         | c. 1061   |         |
| Sigevindo di Are                                  | 1076      | 1078    |
| Wichmar                                           | c. 1080   |         |
| Gerardo                                           | c. 1085   | c. 1089 |
| Giovanni                                          | c. 1104   | c. 1106 |
| Ekeberto                                          | 1118      | 1126    |
| Ugo di Sponheim                                   | 1127      | 1137    |
| Ugo di Are                                        | c. 1155   |         |
| Filippo di Heinsberg                              | erw. 1158 | 1167    |
| Dietrich II. von Broich                           |           | 1183    |
| Adolfo I di Altena                                | 1183      | 1191    |
| Gosvino                                           | c. 1239   |         |
| Wigboldo di Holte                                 | c. 1291   | 1297    |
| Giovanni di Daun                                  | c. 1328   |         |
| Giovanni di Kleve                                 | 1320      | 1347    |
| Corrado di Rennenberg                             |           | 1357    |
| Ulrico di Manderscheid                            |           |         |
| Giovanni di Virneburg                             |           | 1371    |
| Gerardo di Virneburg                              |           | 1379    |
| Nicola di Leiningen                               | c. 1466   |         |
| Filippo di Daun-Oberstein                         | 1489      | 1508    |
| Enrico di Plauen                                  | vor 1530  |         |
| Ranieri di Westerbrug-Leiningen                   | 1530      | 1540    |
| Giovanni di Stolberg                              | 1543      | 1543    |
| Enrico di Stolberg                                | 1543      | 1546    |
| Adolfo di Schaumburg                              | 1546      | 1547    |
| Giorgio di Sayn-Wittgenstein                      | erw. 1554 |         |
| Federico IV di Wied                               | 1558      | 1562    |
| Enrico IV di Sayn                                 | 1565      | 1574    |
| Antonio di Schaumburg                             | c. 1577   |         |
| Eitel Federico di Hohenzollern                    | 1610      | 1612    |
| Francesco di Lorena                               | 1620      | 1655    |
| Franz Egon von Fürstenberg                        | 1655      | 1682    |
| Wilhelm Egon von Fürstenberg                      | 1682      | 1704    |
| Ugo Francesco di Königsegg-Rothenfels             | 1704      | 1720    |
| Filippo Enrico di Croy                            | 1720      | 1724    |
| Giovanni Federico di Manderscheid-Blankenheim     | 1724      | 1731    |
| Ferdinando Leopoldo di Hohenzollern-Sigmaringen   | 1731      | 1750    |
| Giuseppe Maria Sigismondo di Königsegg-Rothenfels | 1750      | 1756    |
| Massimiliano Federico di Königsegg-Rothenfels     | 1756      | 1761    |
| Joseph Karl Truchseß von Waldburg-Zeil-Wurzach    | 1761      | 1767    |
| Karl Aloys von Königsegg-Aulendorf                | 1767      | 1796    |
| Meinrad von Königsegg-Rothenfels                  | 1796      | 1803    |
| Johann Hüsgen                                     | 1825      | 1841    |
| Johann Jakob Iven                                 | 1843      | 1853    |
| Johann Anton Friedrich Baudri                     | 1853      | 1893    |
| Friedrich Ludger Kleinheidt                       | 1893      | 1895    |
| Anton Fischer                                     | 1895      | 1902    |
| Joseph Müller                                     | 1902      | 1921    |
| Peter Joseph Lausberg                             | 1921      | 1922    |
| Otto Paschen                                      | 1930      | 1931    |
| Joseph Hammels                                    | 1931      | 1944    |
| Wilhelm Stockums                                  | 1948      | 1956    |
| Albert Lené                                       |           |         |
| Klaus Dick                                        | 1978      | 2003    |
| Johannes Bastgen (1947–2012)                      | 2003      | 2012    |

1. ↑  (DE) Trauer um Prälat Johannes Bastgen. Der Dompfarrer, Stadt- und Domdechant im Erzbistum Köln ist verstorben [collegamento interrotto], su domradio.de, 11 marzo 2012. URL consultato il 12 marzo 2012.